# Marília Mendonça (EP)
THE Marília Mendonça este un album extended play (EP) al compozitoarei și compozitoarei braziliene Marília Mendonça.
Marília Mendonça a fost lansat în 2014 de labelul Workshow. În 2016, când Marília și-a lansat albumul de debut Marília Mendonça: Ao Vivo, melodiile „Alô Porteiro” și „Sentimento Louco”, care au fost cele mai relevante de pe EP, au fost reînregistrate. „Crazy Feeling” a devenit unul dintre cele mai mari hituri ale carierei sale.